# Травис (окръг, Тексас)
Окръг Травис (на английски: Travis County) е окръг в щата Тексас, Съединени американски щати. Площта му е 2647 km², а населението - 974 365 души. Административен център е град Остин.